# Capità Amèrica
El Capità Amèrica és un superheroi creat per Jack Kirby i Joe Simon que pertany a Marvel Comics. Va aparèixer per primera vegada en Captain America Comics núm. 1 el 20 de desembre de 1940 (amb data de portada març de 1941). El personatge va ser un dels més populars als anys 40, on va protagonitzar diverses històries de la Segona Guerra Mundial, però quan va acabar la guerra va caure en l'oblit, a pesar d'alguns esforços per reviscolar-lo els 50, com a heroi anticomunista. Va ser rescatat el 1964 i des d'aleshores s'ha convertit en un dels herois més importants d'aquesta companyia.

## Història de les publicacions

### Creació
El 1940, l'escriptor Joe Simon va concebre la idea de Captain America i va fer un esbós del personatge disfressat. "Vaig escriure el nom de Super American al final de la pàgina ", va dir Simon en la seva autobiografia, i després va decidir:
| «                                                                                                  | (anglès) No, it didn't work. There were too many "Supers" around. "Captain America" had a good sound to it. There weren't a lot of captains in comics. It was as easy as that. The boy companion was simply named Bucky, after my friend Bucky Pierson, a star on our high school basketball team. | (català) No, no funcionaria. Hi havia massa "supers" al voltant. "El Capità Amèrica" tenia un bon so. No hi havia molts capitans en còmics. Va ser tan fàcil com això. L'acompanyant jove es deia simplement Bucky, a partir del meu amic Bucky Pierson, una estrella del nostre equip de bàsquet de secundària. | » |
| — Joe Simon, Jim Simon The Comic Book Makers pàgina 50. Crestwood/II. 1990 isbn: 978-1-887591-35-5 | | |   |

Simon va recordar en la seva autobiografia que l'editor de Timely Comics (el nom de l'actual Marvel en aquella època) Martin Goodman li va donar la idea i va dir que es publiqués una sèrie de còmics en solitari Captain America el més aviat possible. A l'obligació d'omplir un còmic complet amb les històries d'un personatge, Simon no creia que el seu soci creatiu habitual, l'artista Jack Kirby, pogués gestionar la càrrega de treball sol:
| «                                                                                                  | (anglès) I didn't have a lot of objections to putting a crew on the first issue... There were two young artists from Connecticut that had made a strong impression on me. Al Avison and Al Gabriele often worked together and were quite successful in adapting their individual styles to each other. Actually, their work was not too far from [that of] Kirby's. If they worked on it, and if one inker tied the three styles together, I believed the final product would emerge as quite uniform. The two Als were eager to join in on the new Captain America book, but Jack Kirby was visibly upset. "You're still number one, Jack," I assured him. "It's just a matter of a quick deadline for the first issue." I'll make the deadline," Jack promised. "I'll pencil it [all] myself and make the deadline." I hadn't expected this kind of reaction... but I acceded to Kirby's wishes and, it turned out, was lucky that I did. There might have been two Als, but there was only one Jack Kirby ... I wrote the first Captain America book with penciled lettering right on the drawing boards, with very rough sketches for figures and backgrounds. Kirby did his thing, building the muscular anatomy, adding ideas and popping up the action as only he could. Then he tightened up the penciled drawings, adding detailed backgrounds, faces and figures. | (català) No tenia gaires objeccions per posar un equip al primer número... Hi havia dos artistes joves de Connecticut que m'havien impressionat. Al Avison i Al Gabriele sovint treballaven junts i van tenir força èxit en adaptar els seus estils individuals al de l'altre. En realitat, la seva feina no estava gaire lluny de la de Kirby. Si treballessin en ella i si un entintava lligant els tres estils junts, creia que el producte final sortiria uniforme. Els dos Als estaven ansiosos per unir-se al nou comic-book Captain America, però Jack Kirby estava visiblement molest. "Encara ets el número u, Jack", li vaig assegurar. "Es tracta només d'un termini ràpid per al primer número." "Cumpliré la data límit", va prometre Jack. "Ho faré jo tot i faré en el termini." No m'esperava aquest tipus de reacció ... però vaig accedir als desitjos de Kirby i, segons vaig tenir sort en fer-ho. Podria haver-hi dos Als, però només hi havia un Jack Kirby... Vaig escriure el primer llibre de Captain America amb els dibuixos rotulant-se directament a la taula de dibuixos, amb esbossos per a figures i fons. Kirby va fer el que va fer, construint l'anatomia muscular, afegint idees i fent l'acció de la manera que només ell podia, i després va reforçar els dibuixos a llapis, afegint fons, cares i figures detallades. | » |
| — Joe Simon, Jim Simon The Comic Book Makers pàgina 50. Crestwood/II. 1990 isbn: 978-1-887591-35-5 | | |   |

Al Lieberman va entintar aquell primer número, que va ser rotulat per Howard Ferguson, l'encarregat habitual de Simon i Kirby.
Simon va dir que el capità Amèrica va ser conscientment una creació política; ell i Kirby van trobar-se moralment rebutjats per les accions de la Alemanya nazi durant els anys que van suposar la implicació dels Estats Units a la Segona Guerra Mundial i van pensar que la guerra era inevitable: "Els opositors a la guerra estaven tots bastant ben organitzat. Nosaltres també volíem dir la nostra."

### Edat Daurada
Captain America Comics núm. 1 —amb data de portada març de 1941 i a la venta el 20 de desembre de 1940, un any abans de l'atac a Pearl Harbor, però un any complet des de l'inici de la Segona Guerra Mundial— va mostrar al protagonista colpejant el líder nazi Adolf Hitler; va vendre prop d'un milió d'exemplars. Tot i que la majoria de lectors van respondre favorablement al còmic, alguns van posar-hi objeccions. Simon va assenyalar: «Quan va sortir el primer número, vam tenir moltes... cartes amenaçadores i missatges d'odi. Algunes persones es van oposar realment al que suposava el Cap.» Les amenaces, que incloïen grups amenacadors de persones que feien sortides al carrer fora de les oficines, van resultar tan greus que la protecció policial es va publicar amb l'alcalde de Nova York Fiorello La Guardia contactant personalment amb Simon i Kirby per donar-los suport.
Tot i que va venir precedit per un "superheroi de temàtica patriòtica" com The Shield d'Archie Comics, Captain America es va convertir immediatament en el més destacat i perdurable d'aquella onada de superherois introduïda als còmics americans abans i durant la Segona Guerra Mundial. Aquesta popularitat va cridar l'atenció i una queixa de MLJ que l'escut triangular del personatge s'assemblava massa al símbol de la caixa del seu escut. En resposta, Goodman va fer que Simon i Kirby creessin un escut rodó distintiu per al núm. 2, que es va convertir en un element icònic del personatge. Amb el seu company Bucky, el Capità Amèrica es va enfrontar a nazis, japonesos, i altres amenaces per a l'Amèrica de guerra i els Aliats. Stanley Lieber, més conegut com a Stan Lee, va contribuir al personatge en el núm. 3 en la història de text "Captain America Foils the Traitor's Revenge", que va introduir l'ús del personatge del seu escut com a arma de llançament amb retorn. El Capità Amèrica aviat es va convertir en el personatge més popular de Timely i fins i tot va tenir un club de fans anomenat "Sentinels of Liberty".
Les xifres de circulació es van mantenir prop d'un milió d'exemplars al mes després de la publicació del debut, que va superar fins i tot la circulació de revistes de notícies com ara Time durant aquest període.
Després que l'equip de Simon i Kirby es traslladessin a DC Comics a finals de 1941, després d'haver produït Captain America Comics fins al núm. 10 (gener de 1942), Al Avison i Syd Shores es van convertir en dibuixants del títol, amb un generalment entintant l'altre. El personatge va aparèixer a All Winners Comics núm. 1–19 (estiu de 1941 - tardor 1946), Marvel Mystery Comics núm. 80–84 i núm. 86–92, USA Comics núm. 6–17 (desembre 1942 - tardor 1945) i All Select Comics núm. 1–10 (tardor 1943 - estiu de 1946).
En l'època de la postguerra, amb la popularitat dels superherois minvant, el capità Amèrica va liderar el primer equip de superherois de Timely, All-Winners Squad (Escuadró de Vencedors), en les seves dues aventures publicades, a All Winners Comics núm. 19 i núm. 21 (tardor-hivern de 1946; no es va publicar el número 20). Després que Bucky fos afusellat i ferit en una història de Captain America de 1948, el succeí la núvia del capità nord-americà, Betsy Ross, que es convertí en la superheroïna Golden Girl. "Captain America Comics" va funcionar fins al núm. 73 (juliol de 1949), després del qual, la sèrie va ser reanomenada com Captain America's Weird Tales per dos números, sent el tema final una antologia de terror i suspens sense cap superheroi.
Durant l'època Atlas Comics (el nom de l'editorial als anys cincuanta es va intentar recuperar als tres superherois principals de l'editorial, el Capità America, juntament amb la Human Torch original i Namor, a Young Men # 24 (desembre 1953). El personatge va aparèixer durant l'any següent a Young Men núm. 24–28 i Men's Adventures núm. 27–28, així com en els números # 76–78 del títol homònim que continuava la numeració de Captain America's Weird Tales. L'intent de reanimació del superheroi d'Atlas va ser un fracàs comercial, i el títol del personatge es va cancel·lar amb Captain America núm. 78 (setembre de 1954).
Aquestes històries i totes les posteriors al final de la guerra van ser inicialment obviades de la continuïtat del personatge quan es va recuperar per Stan Lee i Jack Kirby a The Avengers núm. 4. Posteriorment el guionista Steve Englehart va convertir el Capità Amèrica dels anys cincuanta i el seu company, Bucky, en personatges diferents als que s'havia fet creure que eren els originals i Roy Thomas va convertir els personatges de posguerra dels anys quaranta en altres dos Capitans Amèrica i un Bucky.

### Retorn en els anys seixanta
A la història de la Torxa Humana titulada "Captain America" de Strange Tales núm. 114 (nov. 1963), el dialoguista-editor Stan Lee i l'artista i guionista Jack Kirby van representar al jove del membre dels 4 Fantàstics Johnny Storm, la Torxa Humana, en una representació expositiva amb el Capità Amèrica, descrita com a llegendari superheroi de la Segona Guerra Mundial i 1950 que ha tornat després de molts anys d'aparent jubilació. La història de 18 pàgines finalitza amb aquest capità Amèrica revelat com un impostor: en realitat era el vilà Acrobat, un antic intèrpret de circ que la Torxa havia derrotat a Strange Tales núm. 106, que va treure dos lladres a la presó, amb l'esperança d'atreure la policia mentre intentava robar el banc local. Després, Storm busca un antic còmic en què es mostra Steve Rogers com el Captain America. Un títol al quadre final diu que aquesta història era una prova per veure si els lectors voldrien que el Capità Amèrica tornés. Segons Lee, la resposta dels fans a la prova va ser molt entusiasta.
El Capità Amèrica va ser reintroduït formalment a The Avengers (Els Venjadors) núm. 4 (data de portada març de 1964), que va explicar que en el dies finals de la Segona Guerra Mundial, havia caigut d'un avió no tripulat experimental a l'oceà Atlàntic nord i va passar dècades gelat en un bloc de gel en un estat d'animació suspesa. L'heroi va trobar una nova generació de lectors convertit en líder d'aquest equip de superherois. Després de l'èxit d'altres personatges de la Marvel introduïts durant els anys seixanta, el Capità Amèrica es va reformular com un heroi "perseguit pels records del passat i intentant adaptar-se a la societat dels anys seixanta".

### Tales of Suspense
Després d'aparèixer com estrella convidada al serial d'Iron Man a Tales of Suspense #58 (data de portada Oct. 1964), el Capità Amèrica va passar a protagonitzar el seu propi serial de la sèrie a partir del següent número. El núm. 63 (març de 1965), que va iniciar una nova narració de l'origen del Capità Amèrica fins al número 71 (novembre de 1965) va situar-se durant la Segona Guerra Mundial i va tenir com coprotagonista el company del Capità Amèrica de l'Edat d'Or, Bucky. Kirby va dibuixar totes menys de les històries a Tales of Suspense, que es va convertir en Captain America amb el número 100 (abril de 1968);

### Captain America vol.1
La sèrie, considerada per investigadors i historiadors del còmic com Captain America vol.1, va acabar amb el núm. 454 (data de portada agost de 1996).

### Captain America vols.2-5
Aquesta sèrie va ser seguida gairebé immediatament pel volum Captain America vol.2 de 13 números (dates de portada novembre de 1996 - novembre de 1997, part del crossover "Heroes Reborn)", l'etapa de 50 números de Captain America vol. 3 (gener 1998 – febrer 2002), l'etapa de 32 números de Captain America vol. 4 (juny 2002 – Desembre 2004), i Captain America vol. 5 (Jan. 2005 – Aug. 2011).

### Recuperació de la numeració
A partir del 600è número global (agost de 2009), Captain America va recuperar la seva numeració original, com si la numeració de la sèrie hagués continuat ininterrompudament després del núm. 454, fins al núm. 619 (agost de 2011).
Aquesta numeració va continuar en una nova sèrie inicialment anomenada Captain America and Bucky en la que el Capità Amèrica compartiria el protagonisme alternativament amb altres superherois el nom dels quals apareixeria al títol: Bucky (núm. 620-628), Hawkeye (núm. 629-632), Iron Man (núm. 633-635), Namor (núm. 635.1) i la Black Widow (núm. 636-640).

### Nous volums
La sèrie principal del Capità Amèrica passava a ser un nou volum de 19 números tornant a un nou número 1 i un de 25 números

### Sam Wilson
Envellit, el Capità Amèrica deixava el relleu a Sam Wilson que estrenaria dues noves sèries, All-New Captain America de sis números abans de les noves Secret Wars i Captain America: Sam Wilson de 24.

### Retorn de Steve Rogers
Paral·lelament a aquest darrer volum, Steve Rogers recuperava el protagonisme amb Captain America: Steve Rogers de 25 números, després del qual es recuperaria novament la numeració sumada amb el número 695.

## Nivell de Força
La força del Capità Amèrica, igual com la resta de les seves capacitats físiques, ha assolit el pinacle de la capacitat humana. Així seria capaç d'aixecar 360 kg
amb un esforç enorme. Durant un curt període va posseir força sobrehumana, sent capaç d'aixecar un màxim de 3 tones, però l'esmentada capacitat es va esfumar en qüestió de mesos.

## Poders Coneguts
El Capità Amèrica no posseeix poders sobrehumans estrictament parlant, però el Sèrum del Supersoldat potencia el seu físic fins a assolir la perfecció humana.
Així, el Capi té una capacitat atlètica, força, velocitat i resistència superior a la de qualsevol atleta olímpic que hagi pogut existir mai. És extremadament àgil per a una persona de la seva corpulència, sent capaç d'executar complexes piruetes gimnàstiques amb un mínim esforç. A més de ser tot el fort que un humà pot ser, és capaç d'assolir velocitats en carrera properes als 50 km /h La seva resistència és prodigiosa, a causa del fet que el Sèrum elimina l'àcid làctic del seu cos, causa natural de l'esgotament físic. Finalment la seva velocitat de reacció és unes deu vegades superior a la d'un home corrent.
En cert punt de la seva vida, el capità Amèrica va ser sotmès a una transfusió total de sang amb la intenció d'eliminar el Sèrum del Supersoldat del seu torrent sanguini, però els seus efectes van continuar sent evidents en la seva estructura cel·lular.

## Habilitats Especials
El Capità Amèrica ha estat ensinistrat en entrenament militar bàsic, combat cos a cos, gimnàstica, acrobàcies, estratègia militar, demolicions així com pilot.
També cursa estudis d'art durant un cert temps i en matèria de llenguatges domina l'alemany, el rus i probablement altres llengües. Amb els anys el Capità Amèrica ha dominat cert nombre d'estils de lluita incloent la Boxa, el Judo i el
seu exclusiu estil de lluita acrobàtica cos a cos.
Combinades amb un físic excepcional, habilitat gimnàstica i resistència, converteixen el Capità Amèrica en el combatent definitiu.

## Faramalla
L'uniforme del Capità Amèrica li confereix certa protecció contra el foc i aquesta entreteixit amb una lleugeríssima cota de malla de Duralumin de gran resistència, protegint-lo dels atacs amb armes blanques convencionals. Poc després de la seva resurrecció a mans dels Venjadors, Iron Man equiparia l'escut del Capità Amèrica amb transistors en miniatura i dispositius magnètics, permetent-li usar el seu escut amb efectivitat fins i tot amb les mans lligades, trencar panys magnètics, etc. Tanmateix, el Capi aviat es desfaria de les esmentades millores, ja que semblaven afectar l'equilibri del seu escut.

## Armes

L'escut de Capità Amèrica

El Capità Amèrica sol portar un quasi indestructible escut rodó, vermell, blanc i blau amb una estrella al centre que utilitza tant de manera defensiva com ofensiva.
Tanmateix, per diverses circumstàncies ha hagut de valer-se d'altres artefactes similars al llarg de la seva carrera dilatada.
En els inicis de la seva carrera, abans d'obtenir el seu indestructible escut, el Capità Amèrica usava un escut triangular compost d'un aliatge antibales. Tanmateix, el Capità Amèrica no usaria durant molt de temps el seu primer escut, sent lliurat al rei T'Chaka de Wakanda, pare de T'Challa, a canvi de la promesa que l'esmentada nació no es posaria en el que restava de la guerra.
Aquest escut encara rau a Wakanda, conservat com un tresor nacional.
Un segon escut triangular compost d'acer convencional de gran qualitat també a prova de bales seria lliurat al Capi després de la seva tornada als EUA. Aquest seria utilitzat pel Capità Amèrica fins al moment en què el mateix president dels EUA, Franklin Delano Roosevelt, li va fer lliurament del seu nou escut pràcticament indestructible en forma de disc. Retirat de la circulació, aquest segon escut triangular seria guardat amb la resta dels efectes personals de Rogers després de la guerra. Temps després que s'unís als Venjadors, Rogers el recuperaria sent guardat a la Mansió dels Venjadors. Aquest escut seria destruït per Mister Hyde durant l'assalt a què els Amos del Mal del Baró Zemo van sotmetre l'edifici. En temps més recents, Zemo extrauria del corrent temporal diversos objectes de gran valor sentimental per al Capi destruïts en aquella ocasió, inclòs l'escut. Actualment l'esmentat escut es troba en poder d'Elijah Bradley, el jove heroi conegut com El Patriota, líder dels Joves Venjadors.
Després d'haver estat rescatat i tornat a la vida en els temps moderns, el Capità Amèrica deixaria el seu indestructible escut a Stark durant un temps amb la intenció que ho analitzés. A conseqüència d'això es va veure obligat a usar diverses rèpliques de sòlid acer quan entrava en combat. La primera d'aquestes rèpliques estava proveïda de circuits i electroimants que permetien controlar la seva trajectòria però en les següents aquestes millores van ser rebutjades. Una de les repliques va ser destruïda pel Làser Vivent en una de les primeres aventures dels Venjadors, el qual indica que els escuts eren relativament fràgils.
En anys més recents, ha usat diversos substituts del mateix sempre que aquest no ha estat disponible. Durant la seva etapa de Capità, emprà breument un escut compost d'Adamantium pur proporcionat per Tony Stark, sent més tard aquest substituït per un escut de pur Vibranium que Pantera Negra li facilità. Quan Rogers recuperà el seu llegendari escut, el model de Vibranium va ser utilitzat per Walker en la seva identitat d'Usagent.
Més endavant, en una època en què Rogers va ser exiliat dels EUA i no va poder utilitzar el seu clàssic escut durant un breu període, Sharon Carter li facilità un escut fotònic dissenyat per imitar una matriu de Vibranium.
Aquest escut podia adoptar la forma d'un bastó d'energia per ser utilitzat també de manera ofensiva. El generador que produïa aquest escut seria destruït en un enfrontament amb Ultrón a causa de l'ús que va fer Hank Pym del Vibranium.
Durant el temps en què el seu escut habitual es va perdre temporalment en les profunditats oceàniques i, després de ser recuperat d'aquestes, es va partir en trossos a causa de l'error a nivell submolecular en la seva reconstrucció durant les Secret Wars, Rogers li va haver de buscar una vegada més reemplaçament.
En els últims temps el Capi va tornar a utilitzar el seu escut habitual després d'haver estat reconstruït gràcies a la intervenció de Klaw.
Durant la guerra, el Capità Amèrica utilitzà ocasionalment armes de foc convencionals però rarament en altres ocasions. En l'època en què la seva salut s'havia deteriorat, es va valer d'una sèrie d'ajuts com poden ser bombes commocionadors, esferes que s'expandien convertint-se en cables que s'enredaven en els objectius i una pistola capaç de disparar un cable equipat amb
un garfi. Quan el seu estat empitjorà encara més, necessità l'ajuda d'un exoesquelet blindat proveït de mini-coets als guants, canons d'aire comprimit, capacitat de vol i altres prestacions.

## Transport
En les seves actuacions en solitari, el Capità Amèrica s'ha valgut de diversos mitjans de transport. El primer d'ells és una Harley-Davidson construïda a mida i millorada per SHIELD, posseïdora d'una autonomia d'uns 550 quilòmetres.
Ocasionalment també ha viatjat en una furgoneta Chevrolet a mida per a viatges de curta distància. L'esmentada furgoneta, millorada amb la tecnologia de Wakanda, conté una interfície computeritzada i un revestiment de cristalls alineats Multicapa que la dota de la capacitat de canviar de color orientades al camuflament.
Per al seu propi ús el Capi disposa de 2 vehicles voladors: un trineu volador fabricat a mida i un Quinjet de los Venjadors batejat amb el nom de "Vol de la Llibertat". En casos de necessitat, el Capità Amèrica té accés a dispositius de comunicació o de transport d'alta tecnologia facilitats per SHIELD o Els Venjadors.

## Biografia de Ficció
Steve Rogers va néixer durant els anys de la Gran depressió, i va créixer en una família pobra, el seu pare va morir quan encara era nen, i la seva mare quan amb prou feines començava a deixar l'adolescència. Horroritzat pels crims comesos pels Nazis a Europa, Rogers va intentar allistar-se a l'exèrcit per marxar a combatre, però el seu aspecte dèbil i fràgil unit a seu poca salut, van fer que l'exèrcit el rebutgés. Les súpliques de Rogers perquè l'admetessin, van ser sentides pel general Chester Philips que el va convèncer perquè prengués part en un experiment, englobat en l'Operació Renaixement. Rogers va acceptar, i va ser portat a Washington, a un laboratori secret, on el van presentar al cap del projecte, el Professor Reinstein (nom en clau per denominar el doctor Abraham Erskine), que era el creador de la Fórmula del Supersoldat. Després de diverses setmanes de proves físiques, i de controls de salut, a Rogers se li va administrar el sèrum del Supersoldat, el tractament era tant oral com intravenós, i havia de completar-se amb un bombardeig de "llamps|raigs vita", una combinació especial d'estranyes (per a 1941) radiacions, concebudes per accelerar i estabilitzar al seu cos els efectes del sèrum. En acabar el tractament, Steven Rogers va emergir de la sala on havia estat bombardejat amb les radiacions, amb un cos tan perfecte com pugues arribar a ser-ho un cos humà. L'experiment estava sent observat per un espia nazi, que va matar el doctor Erskine, i va intentar matar Rogers, però aquest últim va aconseguir derrotar-lo. El doctor havia mort, i amb ell la fórmula, pel que Rogers seria l'únic que rebria el tractament del Supersoldat. A continuació, Rogers va ser sotmès a un programa intensiu d'entrenament físic i tàctic, aprenent gimnàstica acrobàtica, tècniques de combat cos a cos i estratègia militar, tres mesos després, se li va encomanar la seva primera missió, detenir el nazi anomenat Red Skull.
Per ser la contrapartida del Red Skull, a Rogers se li va donar un vestit amb els colors de la Bandera dels Estats Units, vermell, blau i blanc, i el batejaren com a Capità Amèrica, després d'aquesta primera missió en va continuar complint d'altres, totes elles contra l'exèrcit alemany i els seus aliats. Alhora, per salvaguardar la seva identitat secreta, Rogers va ser assignat com soldat al fort Leight, a Virgínia, allà coneixeria James Buchanan Barnes, mascota del fort, el qual un dia va descobrir el secret de Rogers, després d'un entrenament exhaustiu, Barnes es va unir al Capità Amèrica sota el nom de Bucky.
El Capità Amèrica i Bucky van lluitar contra els nazis durant tota la guerra, tant en solitari, com formant part dels Invaders (els Invasors). En alguna ocasió també van comptar amb l'ajuda dels Sentinels of the Liberty. Durant tota la guerra, el Capità Amèrica va servir tant com símbol de la llibertat, com a guerrer d'Amèrica, fins i tot que en els últims dies de la guerra, el Capità Amèrica i Bucky es van enfrontar a un altre agent nazi, el baró Heinrich Zemo, qui pretenia llançar una bomba sobre Londres. Els dos herois van intentar detenir el llançament, saltant sobre la bomba en marxa i intentant desactivar-la, el resultat va ser l'aparent mort de Bucky, i la caiguda del Capità Amèrica a les fredes aigües de l'àrtic al que semblava una mort segura.
Tanmateix, la fórmula del Supersoldat va impedir la cristal·lització dels líquids corporals, permetent al Capità Amèrica entrar en un estat d'animació suspesa. Durant dècades, el capità Amèrica va romandre en un bloc de gel, i en els últims anys havia estat trobat per uns esquimals, que l'havien confós amb un déu, i ho adoraven com a tal. Això va ser fins a l'arribada d'un Namor enfurismat després d'una derrota pels Venjadors, l'Home submarí, furiós en veure els esquimals adorant aquell bloc de gel, el va llançar a l'aigua, en entrar en contacte amb les aigües, el bloc de gel va començar a desfer-se, i el cos del Capità Amèrica va ser trobat mig congelat pels Venjadors, que tornaven de combatre Namor. Els Venjadors van reconèixer el Capità Amèrica, el van reviure, i el van ajudar a integrar-se al món, oferint-li un lloc entre ells.
Encara que al principi el Capità Amèrica va tenir problemes per adaptar-se a la nova vida, anys després de la que ell havia viscut, a poc a poc va anar adaptant-se'n, gràcies a l'ajuda dels Venjadors, i sobretot d'un jove, d'aparença i esperit similar al del seu company mort Bucky, es tractava de Rick Jones, que en aquells primers anys va estar al costat del Capità Amèrica com a company.
Aviat el Capità Amèrica va veure que va veure que no només ell havia sobreviscut tots aquells anys. Antics enemics, com el Red Skull, o el baró Zemo seguien actius, i el Capità Amèrica va tornar a combatre aquestes velles amenaces, així com a altres noves, com IMA o HYDRA. Alhora també col·laborava amb els Venjadors, fins que una reestructuració del grup, el va portar per primera vegada a la presidència, dirigint una nova alineació. Poc després el Capi viatjaria a Alemanya i, pràcticament sense ajuda, salvaria al món de l'amenaça que suposaven els tres monstruosos robots Dorments, creats per Skull a partir de les dades de l'excavació d'Eisendorf, realitzada el 1944.
A continuació, ajudaria l'agent de S.H.I.E.L.D., Sharon Carter a recuperar l'explosiu d'IMA denominat Inferno 42. Per a això s'enfrontaria a Batroc el Saltador, un extravagant mercenari, que arribo a considerar al Capità com el seu adversari favorit. Nick Fury, antic company d'armes del Capi durant la guerra convertit ara en Director de S.H.I.E.L.D., li oferiria un lloc a l'organització que el Capità rebutjaria, ja que preferia continuar actuant tant amb els Venjadors com en les seves operacions en solitari.
Mentrestant, el seu vell enemic Red Skull seria tret de l'animació suspesa per l'organització subversiva THEM.
Red Skull fingiria col·laborar amb l'esmentada organització (en realitat es tractava del consell regent de HYDRA liderat pel Baró Wolfgang Von Strucker) prou per robar el Cosmic Cube (Cub Còsmic) a aquesta organització subsidiària d'IMA. Això desembocaria en el primer enfrontament després de la guerra dels dos grans símbols de la Segona Guerra Mundial. En aquesta ocasió, Skull desencadenaria el poder del Cosmic Cube provocant un terratrèmol que el sepultaria sota terra. Després d'escapar d'allà, tractaria de conduir el Capi a una trampa utilitzant un duplicat robot de Bucky però no va aconseguir involucrar-lo en un assumpte de presumpta traïció amenaçant la Ciutat de Nova York.
Després de moltes aventures, el Capità Amèrica i Sharon s'enamorarien mantenint un romanç, fins a l'aparent mort d'aquesta. El Capità Amèrica aviat va descobrir que en aquest món, els ideals que regien en els seus temps ja no eren tan ferms, el que li va provocar grans desil·lusions, i crisi d'identitat. En una d'elles, el Capità Amèrica, va arribar a dimitir, i a mostrar públicament la seva identitat de Steve Rogers, encara que aquest fet aviat va demostrar ser un problema, quan antics enemics seus van començar a atacar a aquells que Rogers coneixia, per solucionar això, el Capità Amèrica va fingir la mort de Rogers per deixar de tenir aquesta persecució, encara que finalment, aquest problema va desaparèixer, quan el Fantasma de l'Espai va esborrar de la memòria col·lectiva del planeta quina era la verdadera identitat del Capità Amèrica, pel que Rogers va poder tornar a la vida.
Després que Rick Jones marxés del seu costat, per unir-se primer a Hulk i després al Captain Marvel, el Capità Amèrica va conèixer a Sam Wilson, al qual va entrenar i després va fer el seu company, sota el nom del Falcon (Falcó), amb el que va combatre el crim durant llarg temps. Poc després el Capità Amèrica va obtenir un tractament, que li va dotar de força sobrehumana durant cert temps, encara era superfort, quan en una lluita contra l'Imperi Secret, el Capità Amèrica va descobrir que el cap de l'organització, era el mateix president dels Estats Units.
Aquest cop als seus ideals del somni americà, van portar a Rogers a abandonar el seu rol de Capità Amèrica.
Sense temps per lamentar-se, va haver d'acompanyar als Venjadors en la lluita que el Capità Marvel mantenia amb l'amenaça còsmica que Thanos suposava. A continuació renovaria els seus llaços amb un dels antics membres de la Legió de la Llibertat, el Brunzidor quan els Venjadors es van enfrontar al seu fill Nuklo. També acompanyat per Sharon, viatjaria amb la Cosa al segle 31 per ajudar els Guardians de la Galàxia en la seva lluita contra els Badoon. A la seva tornada, Steve va ser convençut per un dels seus companys venjadors, Hawkeye, que seguia sent un heroi i a conseqüència d'això adoptaria una nova identitat emmascarada que no es trobés llastrada pel pes que significava ser el Capità Amèrica. Així es convertiria en Nomad (Nòmada), l'Home sense nació mentre el Falcon, el seu antic company, ensinistrava un jove cridat Roscoe per convertir-se en el nou Capità Amèrica.
En la seva primera actuació com Nomad, Rogers lluitaria contra el Serpent Squad (Esquadró Serp) liderat per Viper (Víbora), antigament coneguda com a Madame Hydra, que planejava usar la Corona Serp originària de Lemuria per controlar Hugh Jones, president de la corporació Roxxon Oil. Durant la batalla, Nomad s'enredaria a la seva pròpia capa accidentalment, proporcionant als seus enemics temps suficient per emprendre la fugida. A conseqüència d'això, eliminaria la capa del seu abillament i, al costat de Namor, avortaria l'assalt de l'esquadró a la Roxxon, sent incapaç d'evitar que Adder (Escurçó) i Cobra s'escapolissin. Poc després, visitaria als Venjadors prometent-los tornar a les seves files una vegada que hagués capturat als dos dolents escapats.
El Cobra seria finalment capturat per Nòmada, però Adder aparentment tindria un amarg final durant el tiroteig mantingut amb les autoritats, perdent-se la Corona Serp a l'edifici en el qual s'havia atrinxerat. Finalitzada aquesta missió, Nòmada patrullaria pels carrers de Nova York, enfrontant-se al gàngster de Harlem que responia al nom de Gamecock (Gall de Baralla). Cert dia l'atenció de Rogers seria atreta per Red Wind (Ala Roja), el falcó company de Falcon, que el conduiria fins al cos de Roscoe que havia estat assassinat pel Red Skull, mostrant el seu menyspreu per qualsevol que exercís la identitat del Capità Amèrica.
Falcon havia estat deixat amb vida perquè relatés a Rogers l'acorregut i aquest va arribar a la conclusió que s'hauria d'enfrontar de nou al dolent nazi. Rogers sofriria així una sobtada revelació, decidint que havia renunciat molt fàcilment a defensar al seu país de totes les amenaces que sobre el se sedassaven. Amb la seva crisi d'identitat resolta finalment, trobaria la determinació que necessitava per tornar a defensar al seu país, reassumint de nou la identitat del Capità Amèrica.
Formant de nou equip amb el Falcon, avortaria l'últim pla de Red Skull i sense perdre més temps tornaria a engrossir les files dels Venjadors. La parella faria davant amenaces tals com les Forces Reals d'Amèrica, els rodamóns extraterrestres coneguts com la Gent Nocturna, el dement genetista Arnim Zola, i la Corporació.
Finalment el Falcon donaria per finalitzada la seva llarga associació el Capi, embarcant-se en l'entrenament del nou equip de superagents de SHIELD. D'allà d'ara endavant, el Capi s'embarcaria en una recerca per esbrinar més sobre el seu passat, revelant certes evidències que indicaven que en realitat provenia d'una família benestant d'un barri de classe alta, al contrari del que fins a aquell moment creia saber sobre la seva infantesa als suburbis de Brooklyn. Una prova mental semblaria confirmar l'esmentada informació i després d'aquesta sèrie de revelacions, es va haver d'enfrontar al Gran Director i a Jack Monroe, és a dir el Capità Amèrica i el Bucky dels anys 50. Rogers quedo commocionat en pensar que podria haver compartit la mateixa destinació|destí que el Gran Director. Va ser llavors quan la seva estimada Sharon Carter va semblar morir en el compliment del deure després d'haver-se infiltrat a les files del Gran Director.
Buscant recuperar-se de l'esmentada tragèdia, Steve es mudaria a un apartament a Brooklyn, on coneixeria i travaria amistat amb l'amo Anna Kapplebaum, el mestre Josh Cooper i el bomber Mike Farrell. Seria també allà on Rogers va conèixer una altra dona que marcaria la seva vida, es tractava de Bernie Rosenthal, veïna del pis de Rogers, amb la que va iniciar una relació i va arribar fins i tot a dir-li la seva identitat secreta. En aquella època, el Capità Amèrica seguia com a membre dels Venjadors, i encara que vells enemics havien desaparegut (el baró Heinrich Zemo, El Aborrecedor...), d'altres havien continuat o emergit com|com a amenaces (Batroc, el baró Helmut Zemo, Arnim Zola...). Steve seria teletransportat al costat dels seus companys Venjadors i molts més herois al Món-Batalla per enfrontar-se a l'exèrcit de dolents del Doctor Mort durant les Secret Wars. Allà el seu llegendari escut seria destruït per un Mort tenint|posseint temporalment el poder del Todopoderoso. El Capi aconseguiria reparar el seu escut estimat gràcies a la seva ferma determinació encara que no sense conseqüències futures.
Després de la seva tornada|volta, el Capità Amèrica va seguir combatent, bé en solitari, o al costat del seu nou company, el Nòmada II, un jove cridat Jack Monroe. Precisament va ser Nòmada, drogat per Red Skull, que va enverinar la sang del Capità Amèrica perquè aquest envellís més ràpidament. Això va portar al Capità Amèrica a una lluita amb un Red Skull, que també envellia amb rapidesa, finalment, va ser el Skull qui va caure derrotat, i encara que li va pregar al Capità Amèrica que el matés, Rogers, contrari a qualsevol mort, no ho va fer. Malgrat tot el Skull va morir finalment en fallar-li el cor (en realitat sol va morir el seu cos, ja que la seva ment va ser transferida per Armin Zola a un clon del cos de Rogers).
Temps després, el Capità Amèrica va tenir la seva primera batalla contra el Flag Smasher, al que va derrotar en una primera ocasió, però en una segona ocasió, després del segrest d'un avió, el Capità Amèrica va haver de matar a un dels homes de Flag Smasher, que amenaçava de matar els ostatges. El fet de llevar la vida a un home va provocar a Rogers greus remordiments. El Capità Amèrica va abandonar la seva identitat de Steve Rogers, i va estar una temporada viatjant per Amèrica. El Capità Amèrica es va enfrontar llavors a un nou grup de dolents, la Serpent Society (Societat Serp), un dels membres de l'esmentat grup, Rachel Leighton, Diamondback, es convertiria en companya del Capità Amèrica, tant a les seves missions com a sentimental.
En aquell temps, una comissió governamental va descobrir la identitat de Rogers com Capità Amèrica i li va posar en una cruïlla, o es posava al servei del govern, o abandonava la identitat del Capità Amèrica. Després de molt pensar-lo, Rogers va abandonar la seva identitat, va prendre una altra identitat com el Capità que reflectia parcialment qui havia estat, i va continuar combatent al crim, mentre que la comissió li donava la seva identitat a un antic enemic del Capità Amèrica, Johnny Walker (abans el Superpatriota, després l'USA Agent). Després de decidir-se a assumir la identitat del Capità a seques, utilitzaria el vestit que el seu nou company, l'Home-D, li havia proporcionat complementant-lo amb un escut a joc.
L'artífex de l'esmentat escut va ser Tony Stark, l'Iron Man original, però acabarien barallant-se a causa de la invasió que Stark va realitzar en la Volta com a part de la seva batalla particular per recuperar la seva tecnologia robada i el Capità li tornaria l'escut. Pantera Negra i la tecnologia de Wakanda li van proporcionar un nou escut que reemplacés el de Stark.
Les seves actuacions com Capità van ser diverses: va impedir que la Societat Serp s'apoderés de la capital de la nació, va impedir una fuga massiva de criminals de la Volta i en va reorganitzar uns de dispersos venjadors per fer front a la crisi d'Inferno. Finalment, el Capità Amèrica va descobrir que el Red Skull era darrere de la comissió, i després de derrotar el nou Capità Amèrica, va recuperar la seva identitat. L'uniforme i l'escut del capità els deixaria a la Comissió a canvi de l'uniforme i l'escut original del Capità Amèrica, equipament que utilitzaria Walker quan va adoptar la identitat de l'USAgent.
Poc després, es va descobrir que el Sèrum del Supersoldat estava començant a desaparèixer, i que com més esforç feia el Capità Amèrica, més es deteriorava el seu cos. Davant de l'alternativa d'abandonar el seu treball|feina com Capità Amèrica o perjudicar la seva salut, va elegir continuar combatent, mentre buscava una solució. Tanmateix, el col·lapse físic va arribar abans que la solució, i el Capità Amèrica va estar a punt de morir d'un atur|aturada cardíac. Tanmateix, el Capità Amèrica havia estat salvada pel Red Skull, que havia obtingut una cura per a la degeneració del sèrum del dolent Superia, que l'havia desenvolupat a canvi de l'obediència de Diamondback. Skull va compartir la cura amb el seu archienemic, a canvi que l'ajudés a derrotar el Culte del Cosmic Cube. Durant aquesta aventura, es va retrobar amb Sharon Carter, que va resultar no haver mort anys enrere.
El Capità Amèrica va tornar als Venjadors per enfrontar-se al malvat Onslaught. Encara que aparentment va morir al costat de la resta dels Venjadors i els Quatre Fantàstics, en realitat va ser enviat a un univers de butxaca amb els altres herois per Franklin Richards, el fill de Reed i Sue Richards. Allà va reviure la seva vida fins que tots van descobrir el que havia ocorregut i van aconseguir tornar a la dimensió de la Terra real. Però el Capità Amèrica no recordava el succeït en aquesta dimensió. Després d'això, va continuar amb els Venjadors, que va supervisar durant una forta reestructuració i va continuar les seves aventures en solitari, reprenent la seva identitat de Steve Rogers, i tenint una breu relació amb Connie Ferrari.
Més tard, Steve va enviar Red Skull de nou a la presó al costat dels Venjadors, després que aquest prengués la identitat del Secretari de Defensa dels Estats Units, Dell Rusk (un anagrama de Red Skull), i alliberés una arma biològica a la Muntanya Rushmore. També va participar en un comando secret creat per Nick Fury, teòricament per a esbrinar les possibles activitats terroristes de Lucía von Bardas, la presidenta electa de Latveria, que finalment va servir per enderrocar el seu govern. Poc després de la dissolució dels Venjadors a conseqüència de la bogeria de la Bruixa|Bruixot Escarlata, Red Skull va tornar a escapar de la presó en la qual estava empresonat; tots aquests esdeveniments van portar al Capi al límit, arribant fins i tot a causar la mort de terroristes durant les seves operacions amb SHIELD, a la que va tornar com a agent oficial.
Paral·lelament a això, el Capità va reunir al costat d'Iron Man un nou grup de Venjadors. Mentrestant, Red Skull va ser assassinat per un franctirador quan havia aconseguit el control d'un Cosmic Cube escàs d'energia; el Cube va caure a les mans d'Alexander Lukin, un antic militar de l'U.R.S.S. La investigació de SHIELD va portar al sorprenent descobriment que el franctirador havia estat Bucky, rebatejat com el Soldat d'Hivern, qui havia sobreviscut a l'explosió de l'avió dècades enrere. Substituint el seu braç perdut per un de robòtic, i criogenizat quan no se'l necessitava, Bucky havia passat dècades actuant com a assassí per a l'URSS Profundament afectat per aquest descobriment, el Capità Amèrica va aconseguir sobreposar-se i destruir el Cub|Galleda Còsmic a les mans de Lukin, fent que Bucky recobrés els seus records durant el procés.
Després, el Capità va reprendre la seva relació sentimental amb Sharon Carter i va continuar intentant retrobarse amb el fugit Bucky. Mentrestant a l'esquena, Crossbones (Calavera) i Sin (Pecat), la filla de Red Skull, es reunien amb Alexander Lukin, en la ment del qual residia encara Red Skull, per acció del Cosmic Cube ja destruït, planejant la seva revenja contra el Capità Amèrica. Aquest es trobava bastant ocupat en aquell temps, ja que al costat d'altres herois es trobava fora de la llei, a causa de la seva oberta oposició a l'Acta de Registre Superhumà. Tanmateix, després de diversos conflictes entre els superherois progressistes i els Venjadors Secrets del Capità, aquest es va adonar que no defensava l'opinió del poble americà i, abandonant la seva màscara, es va entregar a les autoritats com Steve Rogers.
Igualment, desemmascarat i abandonant la seva identitat pública com el Capità Amèrica, Steve va ser portat als tribunals de Nova York per declarar sobre les seves recents activitats. Allà va rebre un tret al coll en interceptar l'espiell de franctirador de Crossbones, que apuntava a un dels guàrdies que l'escortaven. Entre l'enrenou subsegüent Sharon Carter (incitada subliminalment per les manipulacions psicològiques del Doctor Faustus li va disparar tres trets més, al pit i a l'estómac. El trajecte a l'hospital novaiorquès més proper no va ser prou ràpid com per poder fer res per ell, i Steve Rogers, el Capità Amèrica, va morir a la seva llitera.
Després d'enterrar-lo en un bloc de gel a l'Artic, on els Venjadors el van trobar el primer cop, Iron Man va proposar a Hawkeye recemment recussitat d'esdevenir el nou Capità Amèrica. Aquest va refusar, i finalment va ser Bucky Barnes qui va portar el nom de Capità Amèrica. Però ell usa de mètodes diferents que Steve Rogers, portant, per exemple, una pistola.
Es descobrirà més tard, que Steve Rogers no s'havia mort, i que el Red Skull havia fet utilitzar a Sharon Carter una arma especial que el va transportar en un lloc fix del temps i l'espai. Després el Red Skull el va tornar al present prenent el control de la seva ànima i del seu cos. Finalment reprèn el control i derrota el Red Skull.
Després dels esdeveniments Dark Reign i Siege, el president dels Estats Units dona el títol de cap de seguretat de la nació a Steve Rogers. Això dona neixença a "L'edat heroica": La llei del Registre Superhumà és revocada, els Venjadors originals són reformats, i Norman Osborn ja no és al poder. Es troba amb Bucky, i li dona l'escut i el nom de Capità America: ell serà un altre super-heroi: Steve Rogers: El Super-Soldat.

## Pel·lícules
- El serial de 1944 Captain America té com personatge principal l’advocat de districte Grant Gardner, que es basa vagament en el personatge de Marvel del Capità Amèrica. El seu enemic és el Scarab (l’Escarabat) i el seu interès amorós i el seu acompanyant és Gail Richards. Aquesta versió del Capità Amèrica no posseeix el seu escut, ni sembla que tingui habilitats millorades. En el seu lloc, utilitza una simple arma de mà i no sembla tenir cap mena de dubte a matar criminals. Un factor important és que no lluita a la Segona Guerra Mundial, tot i que el serial va sortir el 1944 quan la guerra encara estava en curs, i en canvi era un vigilant típic de la ciutat.
- El capità Amèrica va aparèixer a la pel·lícula de superherois de culte turca de 1973 3 Dev Adam (3 homes gegants) dirigida per T. Fikret Uçak i escrita per Doğan Tamer basada en els personatges creats per Steve Ditko, Jack Kirby, Stan Lee, Joe Simon i Rodolfo Guzmán Huerta, amb Aytekin Akkaya com a Capità Amèrica i Yavuz Selekman com a Santo enviats a Istanbul en una missió especial per aturar el malvat "Spider-Man" i la seva banda criminal. La pel·lícula, que es va estrenar a tot el país l'1 de novembre de 1973, no estava completament autoritzada pels propietaris dels drets d'autor dels personatges representats.
- El 1990 va sortir una pel·lícula anomenada Captain America, realitzada per Albert Pyun, amb Matt Salinger en el paper del Capità Amèrica. La pel·lícula, preparada per cinemes, finalmente es va publicar principalment en vídeo domèstic i va suposar un fracàs crític important.[46]
- Chris Evans va interpretar Steve Rogers a les pel·lícules del Marvel Cinematic Universe Captain America: The First Avenger (2011), The Avengers (2012), Captain America: The Winter Soldier (2014), Avengers: Age of Ultron (2015), Captain America: Civil War (2016), Spider-Man: Homecoming (2017), Avengers: Infinity War (2018) i Avengers: Endgame (2019).[47][48][49][50][51] Evans fa un cameo no acreditat a Ant-Man (2015).[52]

La dissenyadora de vestuari Anna B. Sheppard va afirmar que l'uniforme del Capità Amèrica a Captain America: The First Avenger es basava en part en el dels paracaigudistes de l'època, explicant: «Crec que el repte d'aquest vestuari era que havia de tenir una aparença dels anys 40, per això certs elements com l'ús de la pell per a les corretges i el cinturó, les sivelles metàl·liques i el fet de no tenir un ajust massa precís eren importants. Oblideu l'espandex!» Al final d'Avengers: Endgame, un ancià Steve Rogers dona el seu escut i el mantell del Capità Amèrica a Sam Wilson.
- A la pel·lícula Iron Man (2008), una rèplica de l'escut del Capità Amèrica es pot veure al taller de Tony Stark (Robert Downey, Jr.) quan JARVIS li treu la seva armadura d'Iron Man i Pepper Potts (Gwyneth Paltrow) l'observa.[55]
- A la pel·lícula L'increïble Hulk (2008), el General Ross (William Hurt) esmenta a Emil Blonsky (Tim Roth) que hi va haver un programa a la Segona Guerra Mundial que va crear un sèrum de supersoldat. El sèrum de supersoldat es mostra així com la referència al Dr. Reinstein com el seu inventor (en els còmics, el Dr. Reinstein era un pseudònim del Dr. Erskine per evitar la persecució nazi). Bruce Banner (Edward Norton) va participar en un experiment que combinava el sèrum amb la radiació gamma, que va resultar en la seva transformació en Hulk. A continuació, a Blonsky se li injecta el sèrum per capturar Hulk, la combinació posterior del sèrum i la sang de Banner transformant Blonsky en Abomination (Abominació).[56][57]

A l'obertura suprimida de la pel·lícula, Bruce Banner anava a l'Àrtida per suïcidar-se, però es transforma en Hulk, destrossant una glacera. Es veia una figura humana i un escut enterrats, que havien de ser Rogers i el seu escut.
- A la pel·lícula Iron Man 2 (2010), l'agent de S.H.I.E.L.D. Phil Coulson (Clark Gregg) descobreix una rèplica incompleta de l'escut del Capità dins d'una capsa. Quan pregunta a Tony Stark si sap el que és, Tony li diu que és "just what I need" (just el que necessitava) i col·loca l’Escut sota el seu col·lisionador de partícules per anivellar-lo. També hi ha un còmic de Captain America (que va aparèixer a Captain America: The First Avenger) a la caixa de Howard Stark estregada a Tony per Nick Fury.
- Al curtmetratge Marvel One-Shot Agent Carter (2013) presenta les gestes de Peggy Carter (Hayley Atwell) un any després dels esdeveniments de Captain America: The First Avenger, i presenta un flashback de la comunicació final de Carter amb Steve Rogers (Chris Evans).[59] L'escena també es va mostrar al primer episodi d'Agent Carter.
- A la pel·lícula Thor: The Dark World (2013), Chris Evans fa un cameo no acreditat[60] com Loki fent-se passar per ell.
- Una versió d'un univers alternatiu de Steve Rogers apareix a la sèrie d'animació What If…? (2013) amb la veu de Josh Keaton.